# Alunguli
Alunguli est une commune de l'est de la ville de Kindu en république démocratique du Congo. Elle est située en rive droite du fleuve Congo.